# Chrysopa ruizi
Chrysopa ruizi är en insektsart som beskrevs av Navás 1934. Chrysopa ruizi ingår i släktet Chrysopa och familjen guldögonsländor. Inga underarter finns listade i Catalogue of Life.